# Boulder K
O índice Boulder K , também conhecido como índice K não é linear, sua escala é logarítmica, e suas medidas são a comparação do campo geomagnético orientado e sua intensidade máxima contrapondo com as condições geomagnéticas menos ruidosas, ou comumente chamadas de condições calmas.
O índice K,  é similar ao índice Boulder A (derivado do índice K), ambos indicam as condições solares, porém o K é medido a cada 3 horas, seus valores podem variar de 0 a 9, diferente do A cuja escala é linear e é levantado a cada 24h. 
Quando o índice se encontra abaixo de 5, isto indica que a ionosfera está relativamente quieta, com ruído ativo tendendo para o silêncio, abaixo de 3 predomina o silêncio. 
Os meteorologistas e cientistas estudiosos daquela região atmosférica, absorvem das medições do índice K importantes informações ionosféricas e da alta atmosfera, pois, ao se elevar ocorre a degradação das condições de propagação de radiofrequência, principalmente em direção aos pólos.

## Classificação do índice K
K0 = Inativo 
K1 = Muito quieto 
K2 = Quieto 
K3 = Incerto 
K4 = Ativo 
K5 = Tempestade menor 
K6 = Tempestade maior 
K7 = Tempestade severa 
K8 = Tempestade muito severa 
K9 = Tempestade extremamente severa